# Halpern-Streuung
Die Halpern-Streuung ist die Streuung von Photonen an Photonen. Sie basiert auf der Quantenelektrodynamik und wurde erstmals 1931 vom österreichischen Physiker Otto Halpern beschrieben, nach dem sie auch benannt wurde. Da Photonen die Quanten des Lichts sind, wird die Halpern-Streuung im Englischen auch Light-by-Light Scattering genannt. Die Halpern-Streuung ist ein Effekt, der sich nicht mithilfe der klassischen Theorie elektromagnetischer Wellen beschreiben lässt. 

## Beschreibung

### Klassischer Elektromagnetismus
In der klassischen Physik überlagern sich elektromagnetische Wellen linear: An jedem Raumpunkt summieren sich sowohl das elektrische als auch das magnetische Feld der wechselwirkenden Wellen, was man als Interferenz bezeichnet. Die Wellen beeinflussen sich jedoch nicht gegenseitig. Eine Wechselwirkung der Lichtstrahlen untereinander im Sinne einer Streuung ist klassisch unmöglich.

### Quantenelektrodynamik
In der Quantenelektrodynamik wird Licht durch Lichtquanten, Photonen, beschrieben. Diese können virtuelle Teilchen-Antiteilchen-Paare bilden, die ihrerseits wieder zu Photonen annihilieren können. Eine Streuung von Photonen an Photonen findet statt, wenn das virtuelle Teilchen-Antiteilchen-Paar eines Photons mit dem eines anderen Photons annihiliert. Diagrammatisch kann dies durch Feynman-Diagramme beschrieben werden, der einfachste dargestellte Prozess ist ein sogenanntes Box-Diagramm. Es existieren auch komplexere Prozesse, bei der mehr als zwei Photonen aneinander streuen oder die Anzahl der ein- und auslaufenden Photonen nicht identisch ist.
Die Halpern-Streuung ist ein Prozess, der nur reelle Photonen, das heißt beobachtbare Teilchen, beinhaltet. Einen Prozess, in dem reelle Photonen mit virtuellen Photonen wechselwirken, nennt man Delbrück-Streuung. 

## Details

Feynman-Diagramm für den 2-2-Prozess der Halpern-Streuung

Bei der Halpern-Streuung ist die Summe der einlaufenden und auslaufenden Photonen aufgrund des Furry-Theorems immer gerade. Daher ist der einfachste Fall der Halpern-Streuung ein 2-2-Prozess, bei dem zwei Photonen miteinander wechselwirken und wieder gestreut werden. Prozesse höherer Ordnung mit mehr beteiligten Photonen sind vom Wirkungsquerschnitt um den Faktor der Feinstrukturkonstanten {\displaystyle \alpha \approx 1/137} unterdrückt. 
Der Wirkungsquerschnitt ist ebenfalls antiproportional zur Masse der erzeugten virtuellen Teilchen-Antiteilchenpaare zur achten Potenz, sodass der dominanteste Beitrag vom leichtesten geladenen Elementarteilchen, dem Elektron, stammt. 
Der differentielle und totale Wirkungsquerschnitt im Ruhesystem der Halpern-Streuung lauten im Limes niedriger Photonenergien:
{\displaystyle {\frac {\mathrm {d} \sigma }{\mathrm {d} \Omega }}={\frac {139\alpha ^{4}\omega ^{6}}{(180\pi )^{2}m_{\mathrm {e} }^{8}}}(3+\cos ^{2}\theta )^{2}}
{\displaystyle \sigma ={\frac {973\alpha ^{4}\omega ^{6}}{10125\pi m_{\mathrm {e} }^{8}}}}
Dabei ist:
- {\displaystyle \omega } die Kreisfrequenz der streuenden Photonen im Ruhesystem
- {\displaystyle m_{\mathrm {e} }} die Elektronenmasse
- {\displaystyle \theta } der Polarwinkel

## Experimenteller Nachweis
Halpern-Streuung wurde erstmals 2015 durch die ATLAS-Gruppe des Large Hadron Colliders nachgewiesen. Dabei wurden Blei-Ionen bei einer Schwerpunktsenergie von {\displaystyle {\sqrt {s}}=5{,}02\,{\text{TeV}}} beschleunigt. Wenn die Ionen nahe aneinander vorbei fliegen, entstehen aufgrund ihrer positiven Ladung starke elektromagnetische Felder. Photonen sind quantisierte Anregungen dieses Feldes. Bei einer integrierten Luminosität von {\displaystyle \textstyle \int {\mathcal {L}}\mathrm {d} t=4{,}80\cdot 10^{-4}{\text{b}}^{-1}} konnten 13 Streuprozesse nachgewiesen werden. Diese Menge ist innerhalb der Vorhersagen des Standardmodells.